# Àrnica

Distribució d'Arnica montana

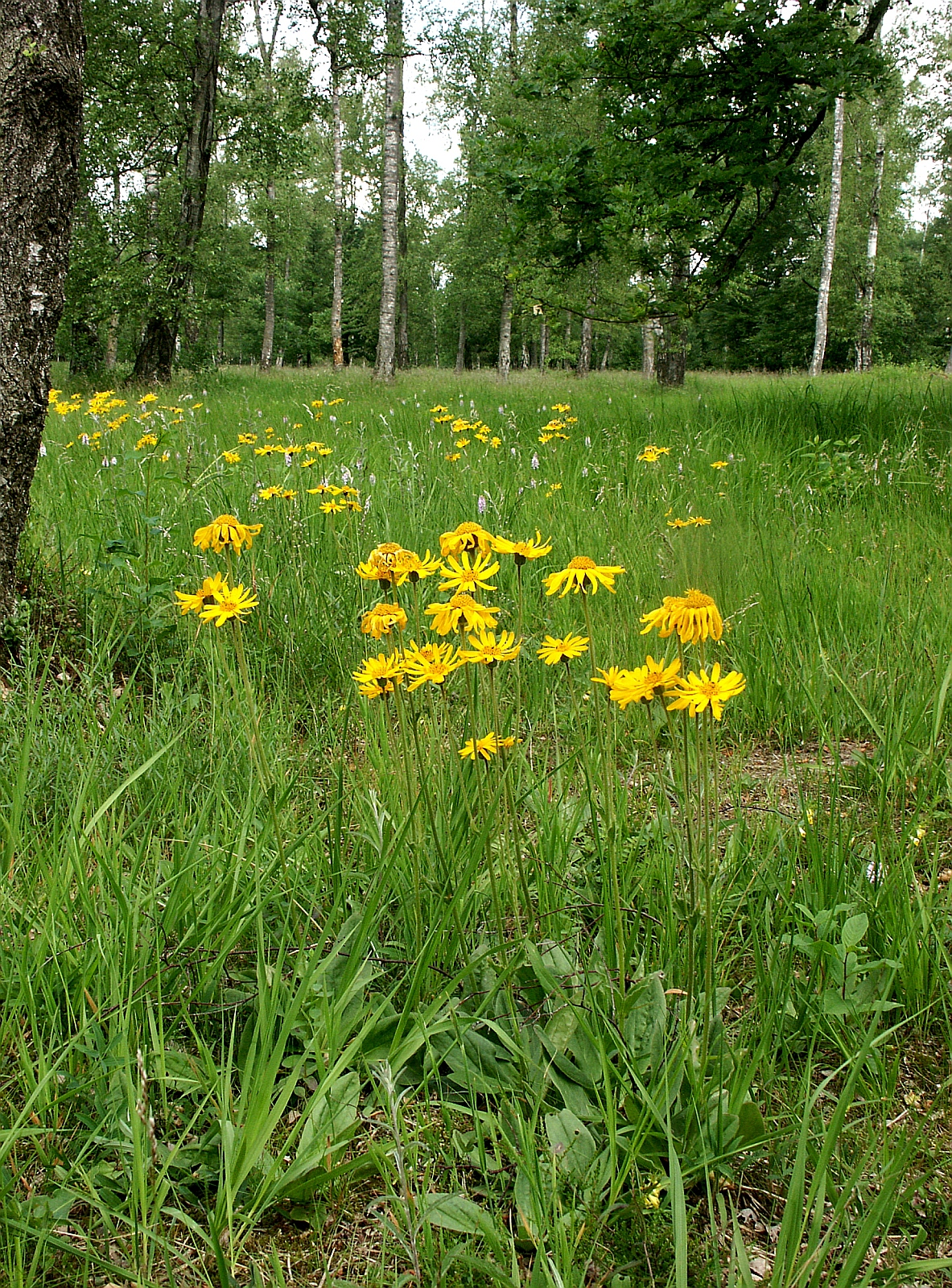
Arnica montana

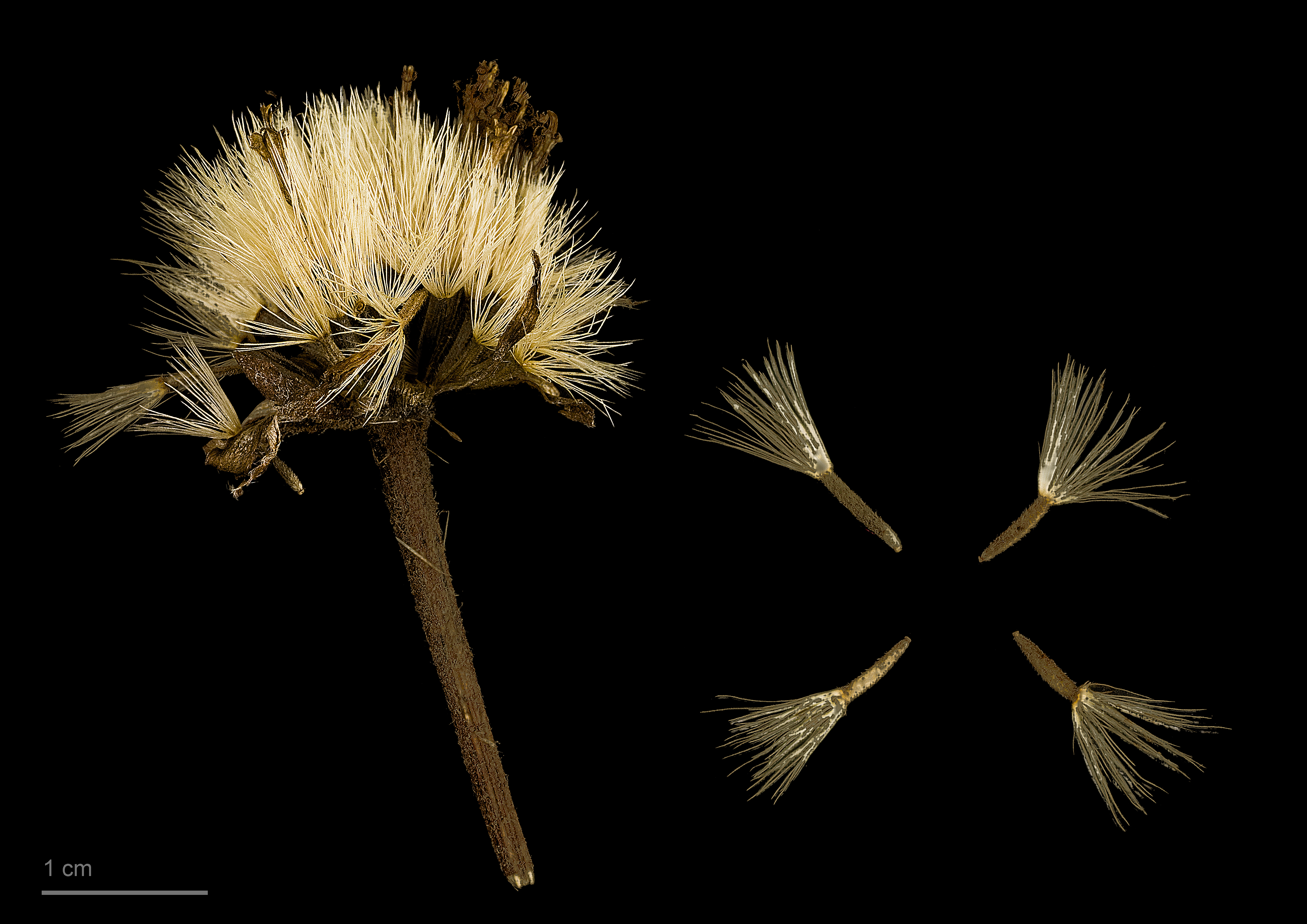
Arnica montana

L'àrnica, herba de les caigudes, tabac de muntanya o tabac de pastor (Arnica montana), és una espècie de planta emb flors del gènere Arnica dins la família de les asteràcies.
Addicionalment pot rebre els noms d'alop, arnicó, esternudera, flor de tabac, herba capital, herba de cop, herba de l'espant, tabac muscà, talpa i talpica. També s'han recollit les variants lingüístiques alep, esternudadera, tabaco de muntanya, tabaco muscà, tabaco salvatge i talmica.

## Distribució
Aquesta espècie és nativa d'Europa i Groenlàndia. L'àrnica es troba present a les muntanyes de bona part d'Europa occidental, central i septentrional, des de Portugal fins a Escandinàvia, encara que també podem trobar-la en regions d'Àsia i d'Amèrica del Nord. A la península Ibèrica, es localitza a la serralada Cantàbrica i a les muntanyes de Galícia. A Catalunya, és freqüent exclusivament als Pirineus, principalment a l'estatge subalpí, de la Vall d'Aran i de l'Alta Ribagorça al Capcir, al Canigó i al Ripollès. Generalment, a Catalunya es troba entre els 1.600 i els 2.400 m d'altitud.

## Descripció
És un hemicriptòfit perenne de 20-50 cm d'alçària. Presenta una arrel axonomorfa, compacta, generalment sense ramificar, però amb tres seccions de les quals surten arrels secundàries. Les tiges són verdes solitàries i peludes. La tija principal no acostuma a ramificar-se (a tot estirar, en dues o tres) i acaba amb una inflorescència en capítol. Tota la tija té pèls glandulosos. Hi ha fulles basals (a la base de la planta, en forma de roseta basal) i algunes de caulinars, però només un o dos parells que són més petites que les basals. Les fulles mesuren 6-17 cm x 2-4 cm, són sèssils, simples i verdes, i d'excepcional disposició oposada. La forma del limbe és el·líptica o oval, amb un marge sencer. Tenen una pubescència glandular al feix.
La inflorescència, de color groc intens, pot ser aïllada amb un capítol de 5-8 cm de diàmetre, o bé, més rarament, presenta unes inflorescències (2 o 3 agrupades) en les ramificacions. Tenen dues bràctees lanceolades, punxegudes, herbàcies i alternades. El receptacle és convex i també pelut. Les flors són de color groc ataronjat. Les flors de la perifèria són femenines amb una corol·la en forma ligulada i mesuren de 18-25 x 5-8 mm, tenen l'ovari ínfer i són monocarpel·lars. Les flors interiors tenen corol·la actinomorfa i són hermafrodites, amb els estams grocs. El fruit és un aqueni fusiforme de 6-10 mm de longitud, coronat amb una filera de setes simples que formen el vil·là d'uns 8 mm.

## Taxonomia

### Subespècies
Dins d'aquesta espècie es diferencien dues subespècies:
- Arnica montana subsp. atlantica A.Bolòs
- Arnica montana subsp. montana

### Sinònims
El següent nom científic és un sinònim d'Arnica montana:
- Doronicum oppositifolium Lam.

## Etimologia
El nom genèric d'àrnica prové del grec, ptarmikos, per la seva capacitat de fer esternudar i montana correspon al seu hàbitat a les muntanyes.
Col·loquialment s'anomena tabac de muntanya perquè els pastors fumen les flors i les fulles de l'àrnica com si fos tabac.

## Història

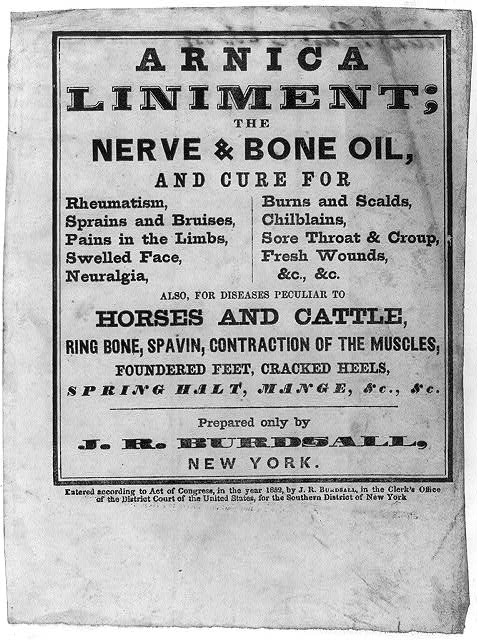
Publicitat dels Estats Units parlant dels mèrits de l'àrnica

Des dels temps del grecs de l'antiguitat, se'ns informa que la seva arrel «presa en vi a la dosi d'una dracma o dues, convé contra la llebre marina, el gripau i l'opi». A l'edat mitjana, aquesta planta va ser descrita per Hildegarde de Bingen. Hi va descobrir certes “propietats màgiques”:
“Quan un home i una dona són amorosos, si algú estén àrnica sobre la pell d'una d'aquestes persones, quan l'àrnica s'ha assecat, es fan bojos d'amor, fins a perdre la raó.”
Són veritablement els escrits de Matthaeus Silvaticus al segle xiv i la literatura ginecològica del segle xv que aportaran les primeres informacions fiables.
En la medicina popular medieval, l'àrnica sembla utilitzada per als dolors menstruals i com a agent abortiu.
En el transcurs del segle xvi, s'utilitza com a “remei de ferida” excepcional contra ferides externes.
És al segle xviii que l'àrnica té un paper de primer rang i és subjecte de nombroses tesis de medicina científica, disciplina llavors en ple desenvolupament. Aquestes obres precisen que s'ha de fer un ús extremadament prudent de l'àrnica, ja que es tracta d'un remei que actua ràpidament a petites dosis.
A partir del segle xix, l'àrnica va ser objecte de diversos estudis, que la van introduir definitivament en l'àmbit mèdic.

## Ecologia
Es troba preferentment en bruguerars i herbassars de pendents ombrívols fins als 1.700 m. Està present en prats pobres en silicis i on la terra de les muntanyes és pobra en nutrients, i bastant àcida.

## Recol·lecció i conservació
Cal recollir els capítols en el moment de la seva sortida i posar-los a assecar en un lloc fresc i ombrejat, tenint en compte que no s'han d'ennegrir. Cal extreure els rizomes a la tardor, netejar-los, rentar-los, trossejar-los i deixar-los assecar al sol o a forn tebi.

## Estat de conservació de la planta
Dins de la Comunitat Europea, la planta és tractada de manera diferent en els diversos països:
És considerada “indeterminada” a Kaliningrad i a Ucraïna; a Bòsnia i Hercegovina, Lituània, Polònia, Països Baixos, Finlàndia, Suècia i a Portugal és considerada “vulnerable”.
A Hongria, l'àrnica és considerada com “amenaçada” i és una de les espècies de les quals està prohibida la recollida.
A Romania, és considerada com “vulnerable” i des del 1996, cal un permís per a la col·lecta.
A Alemanya, és considerada “amenaçada”. La seva collita n'és, doncs, fortament controlada i requereix, excepcionalment, una autorització federal.
A Suïssa, l'àrnica és inscrita en la llista vermella sota protecció regional. Al cantó de Berna, la collita d'aquesta planta amb finalitats lucratives requereix una autorització de la inspecció de la protecció de la natura.
A Itàlia, la protecció dels vegetals medicinals i aromàtics és sotmesa al Decret reial.
A l'estat espanyol, no existeix legislació que prohibeixi i controli la collita d'àrnica en tot el territori, exceptuant les zones que formen part de parcs naturals o reserves.

## Farmacologia

### Part utilitzada
La droga està constituïda per la flor dessecada i popularment s'utilitzen també les arrels i les fulles.

### Composició química

Estructura de l'helenalina

Estructura de la hidroxihelenalina

- Lactones sesquiterpèniques (0,2-0,8%): helenalina, 11,13-dihidroxihelenalina, i els seus èsters amb els àcids acètic, isobutíric, metacrílic, tíglic.
- Alcaloides: betaïna, arnicina (4% en les flors).
- Olis essencials: monoterpens como timol, èsters de timol.
- Àcids fenòlics derivats de l'àcid cinàmic: àcids clorogènic, ferúlic, cinarina.
- Hidroxicumarines: escopoletina, umbeliferona.
- Triterpens.
- Esteroides.
- Àcids grassos.
- Carotens: luteolina, xantofil·la, zeaxantina.
- Tanins (a la rel).
- Mucílags: polisacàrids heterogenis.
- Alcohols: faradiol taraxasterol, arnidiol.
- Flavonoides: Isoquercitrina, astragalina, glucòsid de luteolina.

### Fitoteràpia
En medicina tradicional, l'ús de l'àrnica es descriu pel seu ús com un antiirritant per al tractament del dolor i de les inflamacions que resulten de petits traumatismes com els hematomes, picades d'insectes… Tanmateix, aquests usos no són de cap manera sostinguts per estudis científics.
Els fitoterapeutes utilitzen infusions provinents d'aquesta planta, ungüents per a aplicació directa. L'ús dels capítols pot donar lloc a reaccions al·lèrgiques, de vegades greus.

### Acció farmacològica
Antiinflamatori, analgèsic, cicatritzant, antisèptic, antimicrobià, antifúngic, antihistamínic, cardiotònic, analèptic, cardiorespiratori, antiagregant plaquetari, colagog, lleugerament sedant i espasmolític. Les arrels i fulles són molt usades popularment com a febrífug i vulnerari. Les lactones sesquiterpèniques de la flor d'àrnica són les principals responsables de l'activitat antiinflamatòria.

### Altres activitats
Activitat antimicòtica i inotròpica. Ara per ara, s'està investigant la seva aplicació sobre el càncer de còlon. La major part dels flavonoides demostren baixa (o moderada) citotoxicitat. Les lactones sesqueterpèniques de la flor inhibeixen el creixement de certs tumors.

### Indicacions
A causa del seu potencial de toxicitat, es recomana limitar-ne l'ús de manera tòpica com a antiinflamatori i vulnerari, en contusions, luxacions, hematomes, irritacions cutànies, acne, pruïja, urticària, neuràlgies, inflamacions articulars, miàlgies, estomatitis, gingivitis, faringitis i amigdalitis. També s'utilitza per a reduir la picada de certs insectes. En estudis clínics, l'aplicació d'un preparat de gel d'àrnica a pacients amb dolors musculars va produir una disminució significativa del dolor. També s'ha posat de manifest l'eficàcia del gel d'àrnica en pacients amb insuficiència venosa crònica amb edema perifèric.
L'administració per via interna és en el tractament de miocarditis escleròtiques i, en general, quan es tracta de tonificar el cor.

### Contraindicacions
Hipersensibilitat a la flor d'àrnica, o altres compostos o a ús prolongat. No s'ha d'aplicar sobre ferides obertes.
No hi ha cap efecte perjudicial en casos d'embaràs i lactància.

### Efectes secundaris
L'ús prolongat sobre la pell malmesa, com en el cas de ferides obertes, pot provocar amb certa freqüencia dermatitis edematoses amb formació de vesícules.
Pot produir èczemes.
L'aplicació de preparats amb alta concentració produeix reaccions tòxiques cutànies primàries, anant des de vesícules fins a necrosis.

### Toxicitat
És una planta molt tòxica en ús intern. Dosis elevades poden produir alteracions nervioses: al·lucinacions, vertígens; problemes digestius (és molt irritant de les mucoses), dispnea i fallida cardíaca (per l'helenalina).
En ús tòpic, a causa de les lactones sesquiterpèniques (especialment l'helenalina i els seus derivats), pot produir reaccions al·lèrgiques cutànies en forma d'edemes i dermatitis vesicular.

### Precaucions
Per la gran toxicitat, ha de ser evitat l'ús d'àrnica mitjançant via interna.
Utilització d'àrnica sempre de manera diluïda.
En cas d'aparició de dermatitis, cal suspendre immediatament el tractament.

### Posologia
Aplicació per via tòpica. S'utilitza la droga sencera, tallada o polvoritzada per a infusió i per a la preparació de formes farmacèutiques líquides o semisòlides (ungüents, cremes, gels i compreses fetes amb tintura diluïda).

## Curiositats

### Fórmules magistrals
- Xampú antipruriginós
- Crema gel antiinflamatòria tòpica
- Loció analgèsica rubefaent
- Pomada d'àrnica
- Loció d'àrnica
- Pomada per a prunyons

## Galeria d'imatges

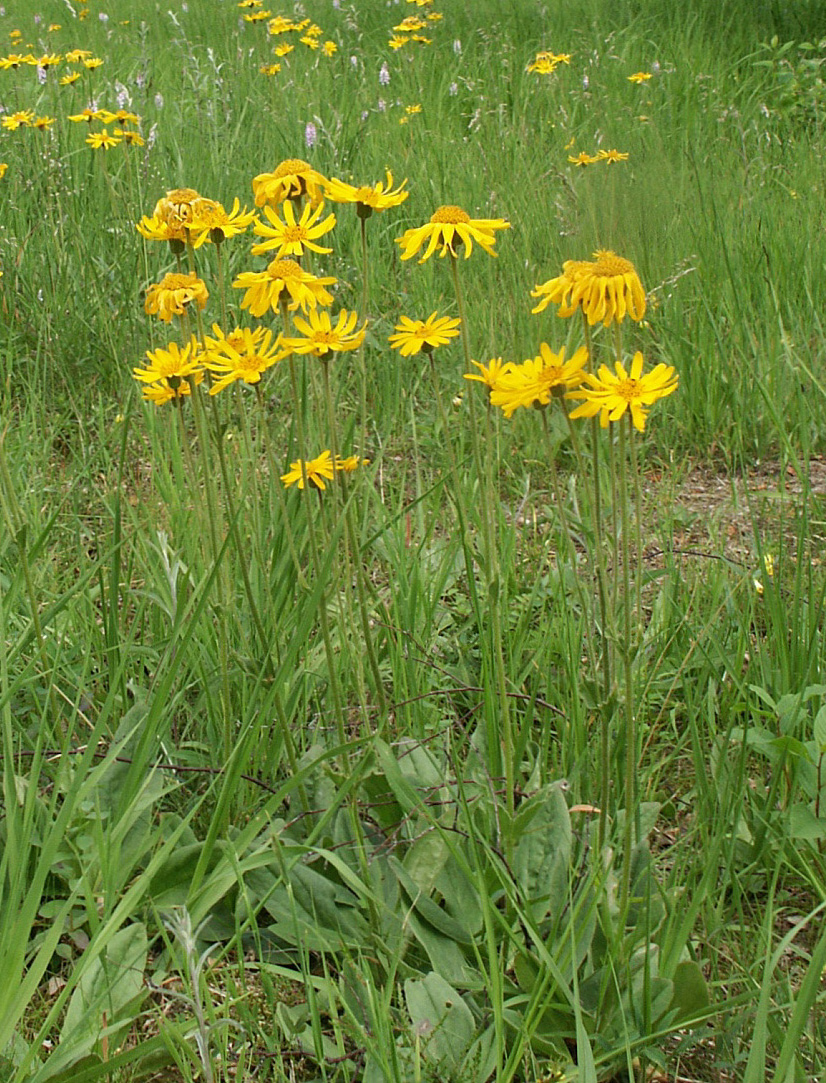
Aspecte general de la planta
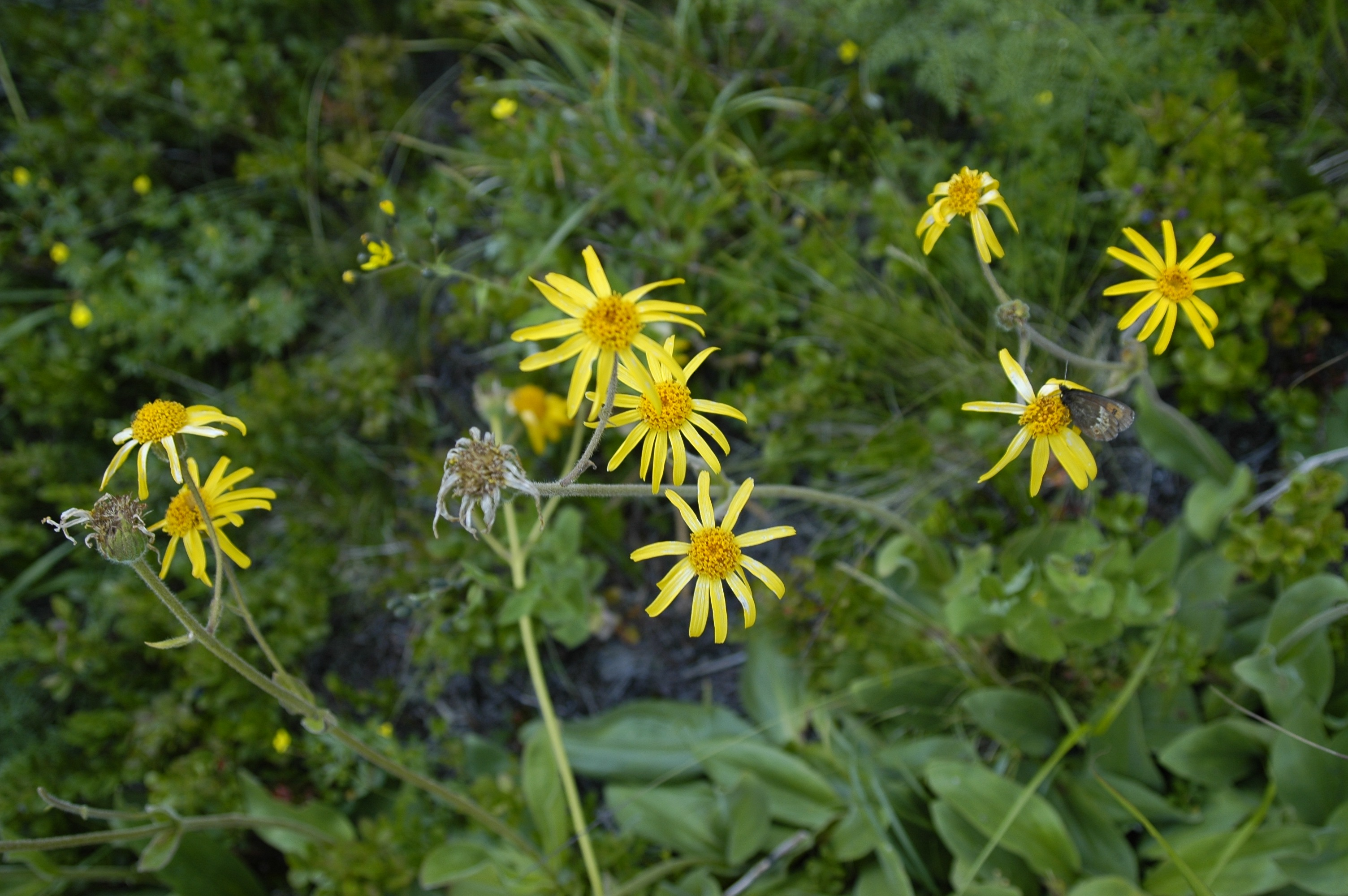
Aspecte general de la planta
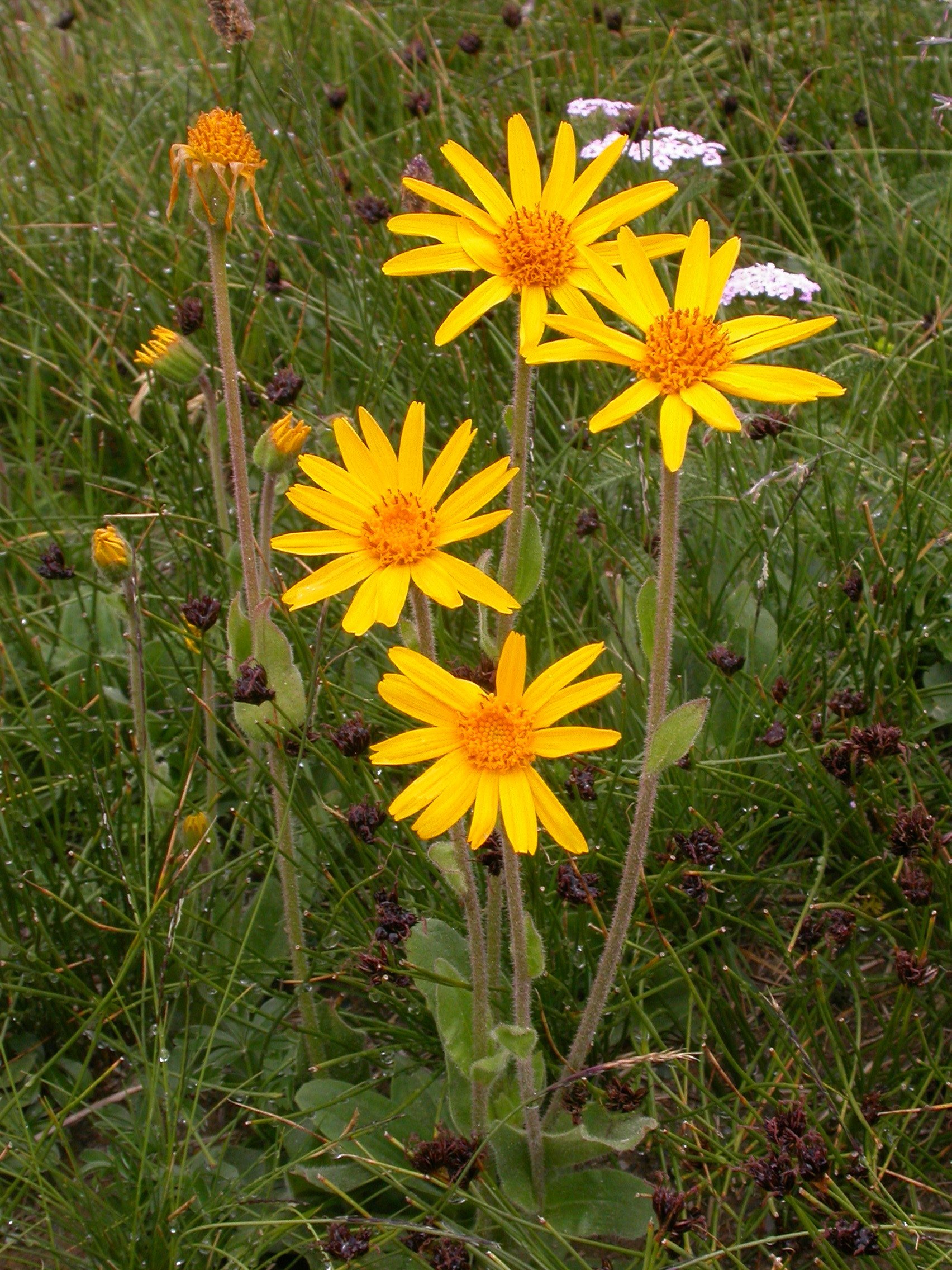
Aspecte general de la planta
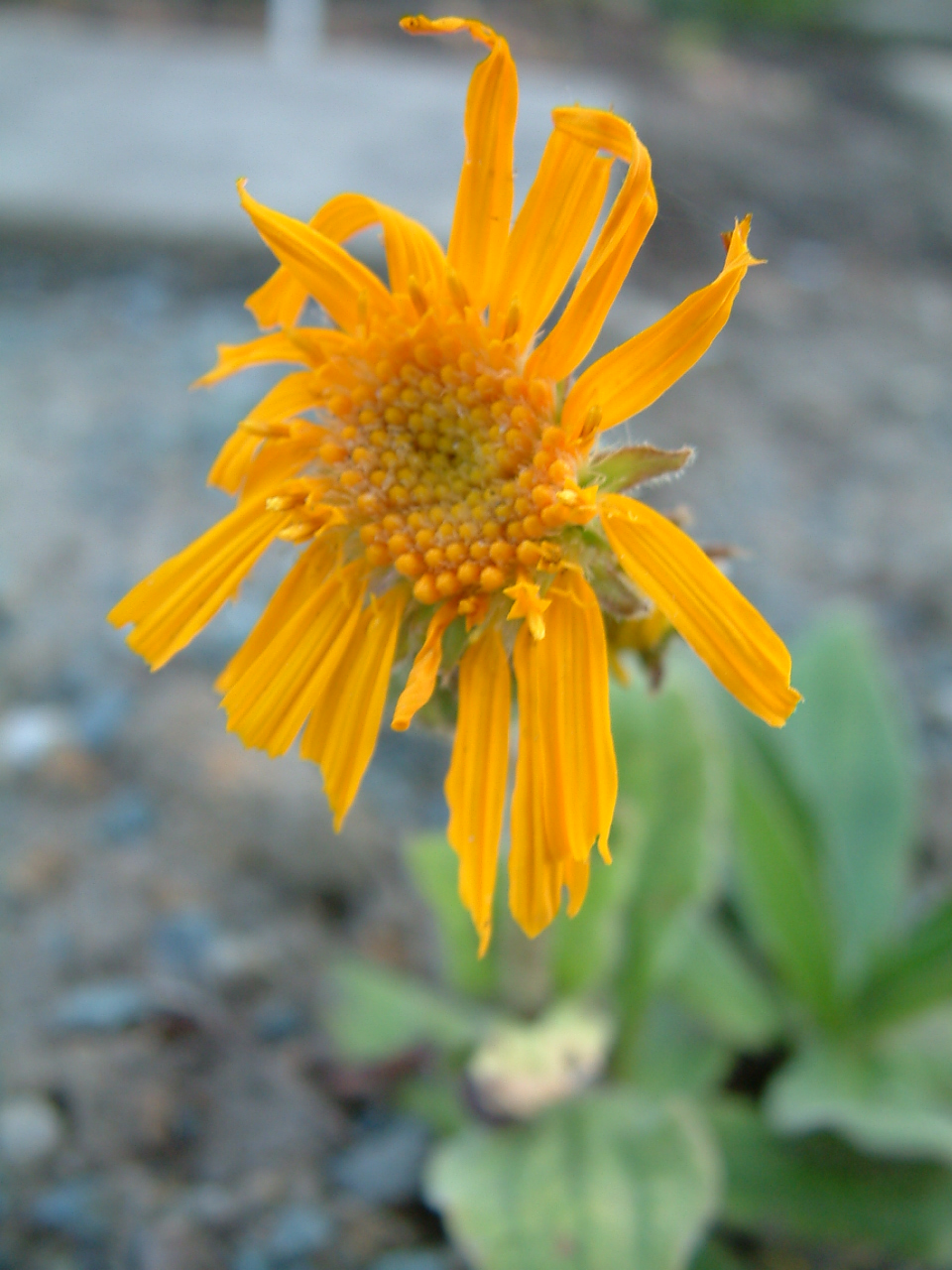
Aspecte general de la planta
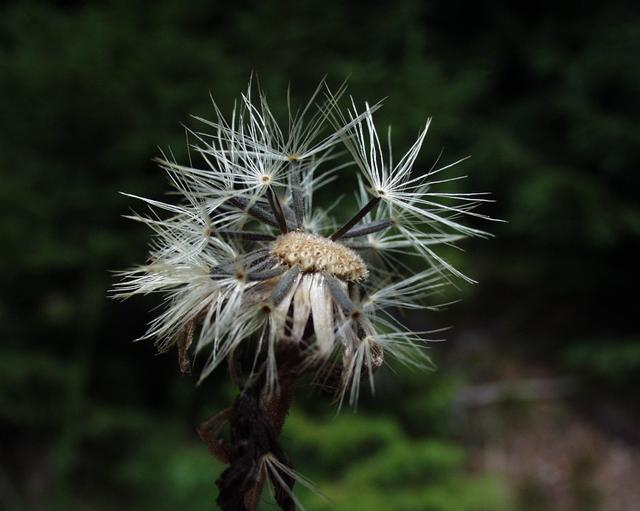
Fruit
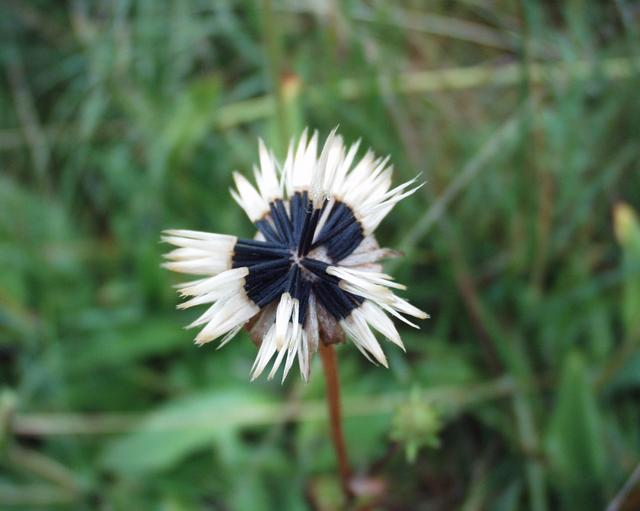
Fruit
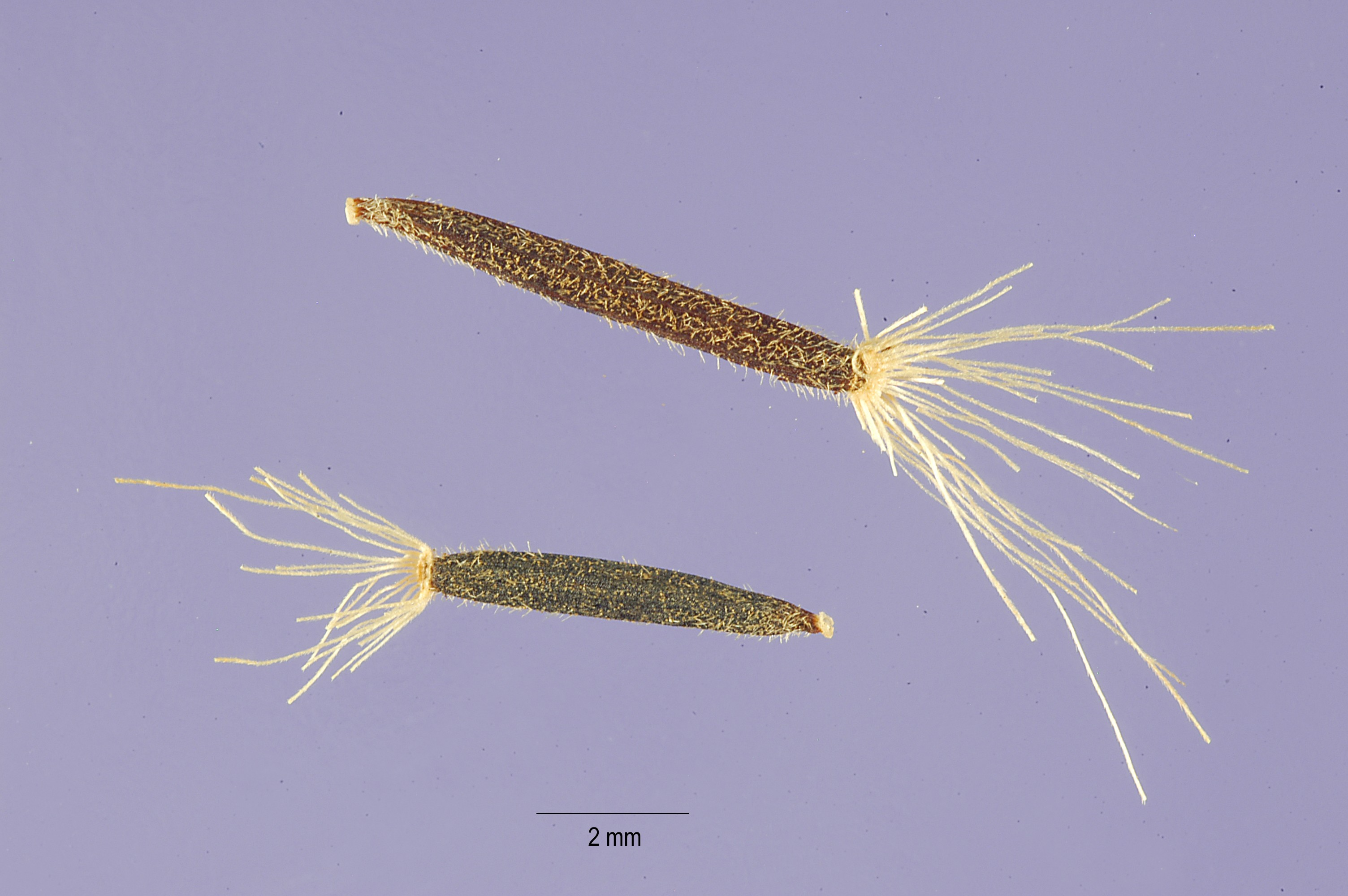
Llavors
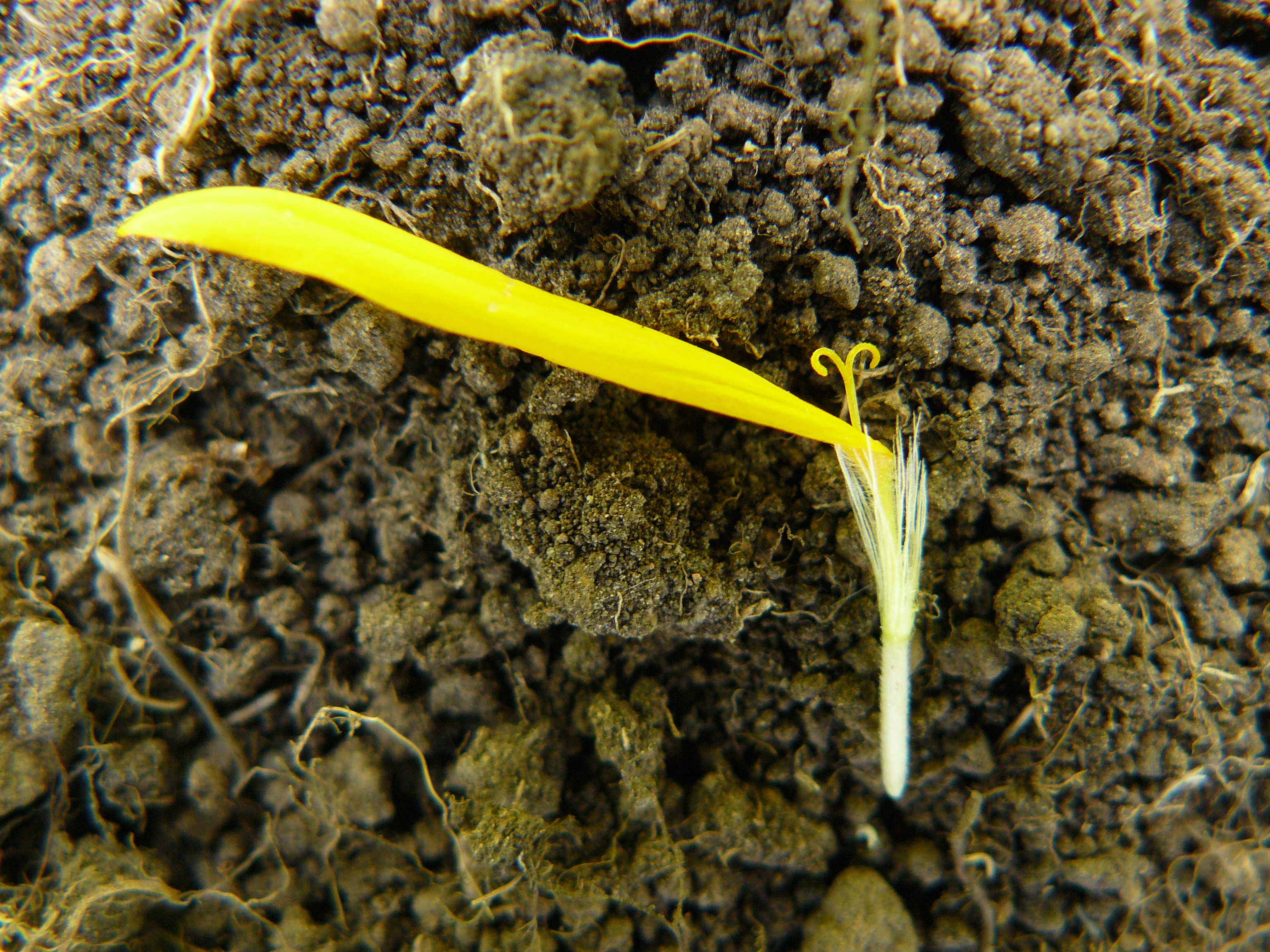
Una flor
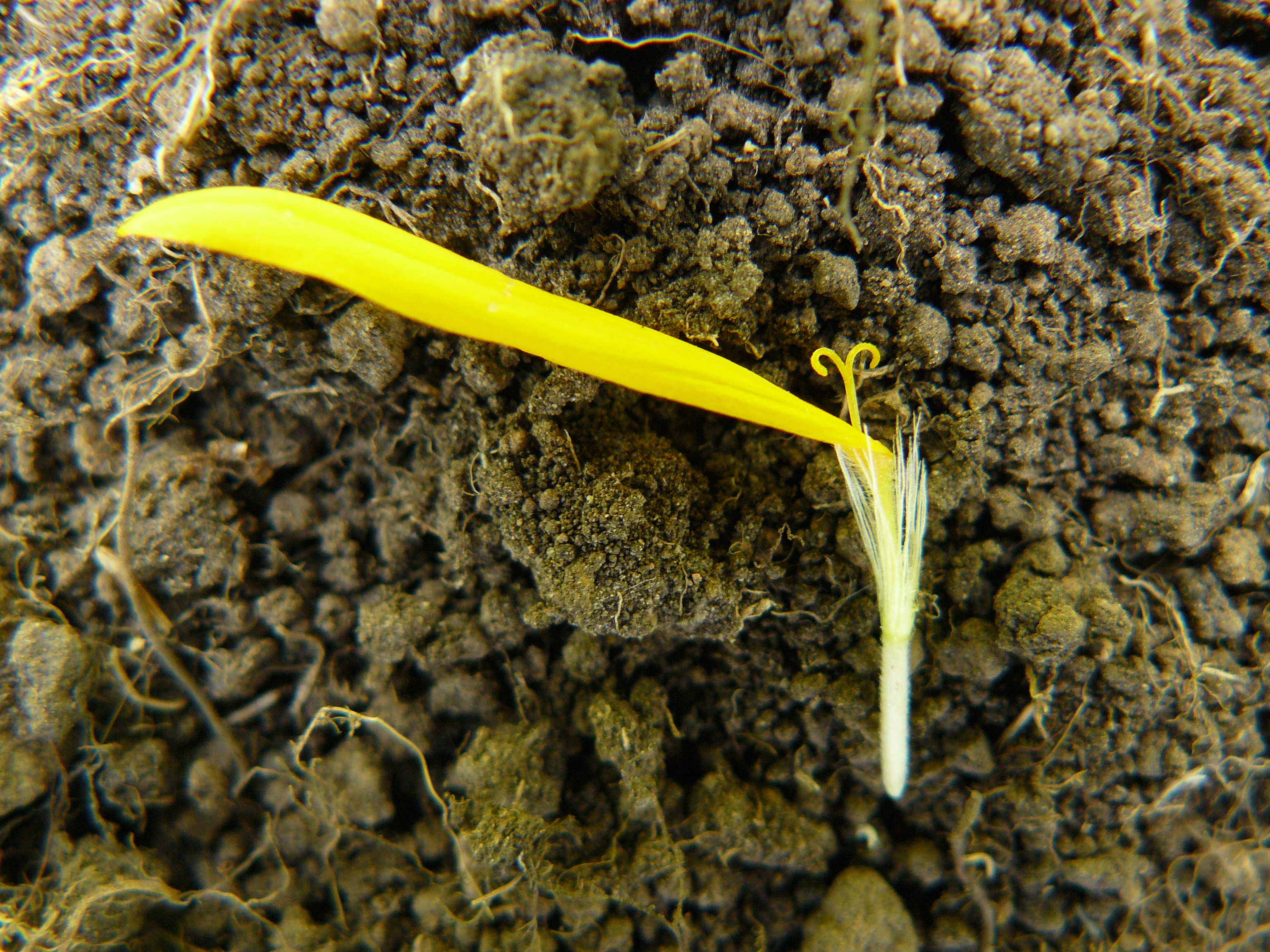
Flor
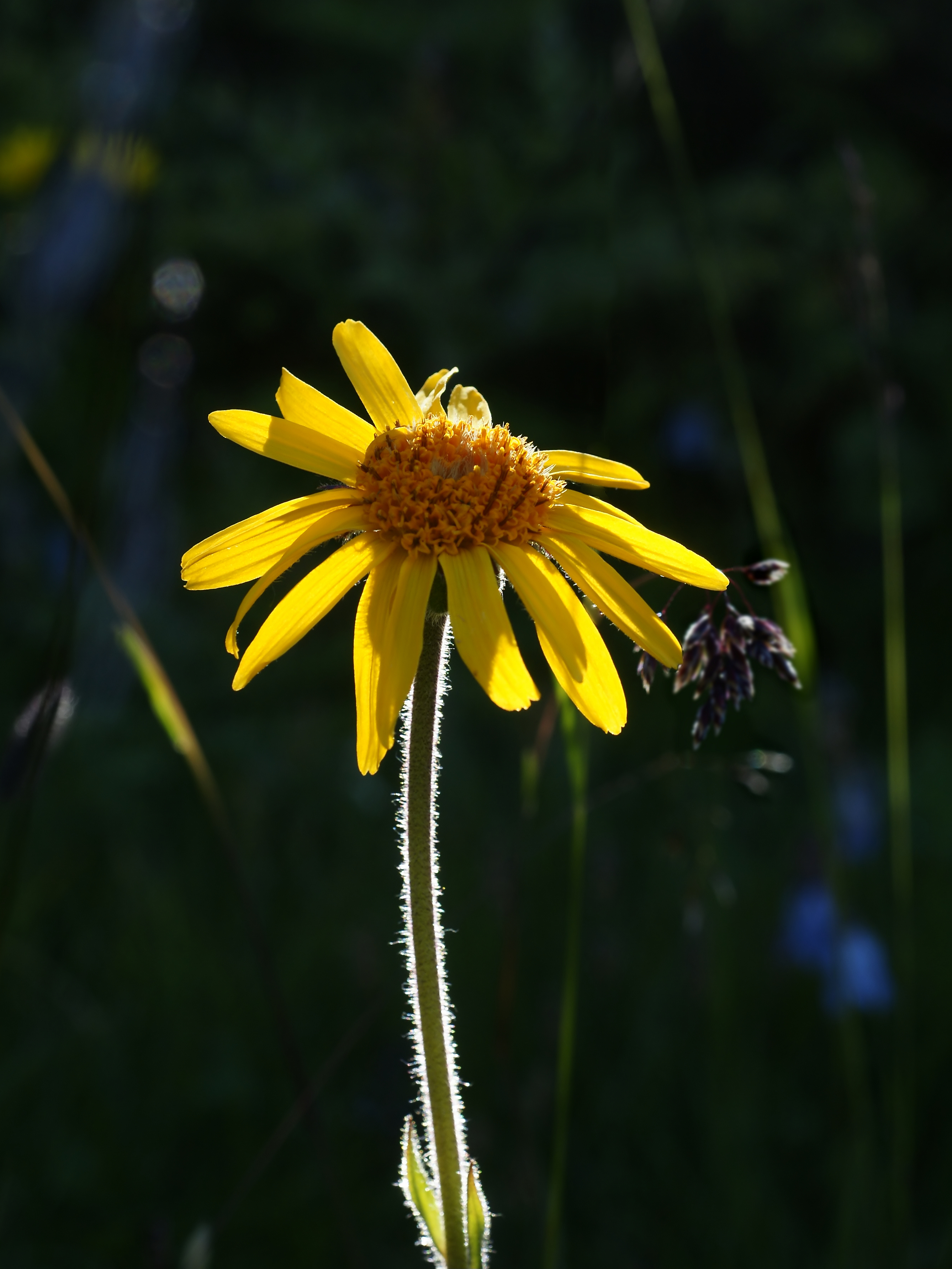
Flor
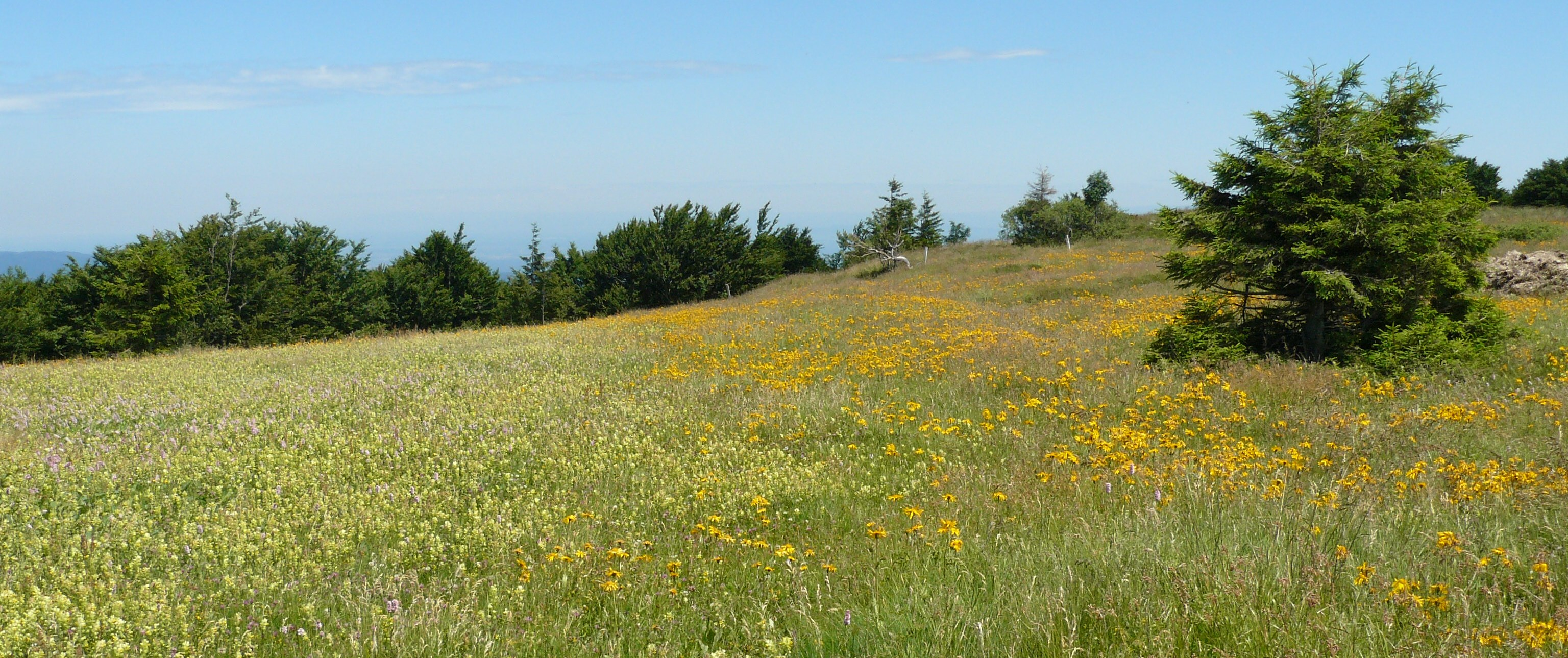
Impacte agrícola